# سیه‌رخ کوتوله
سیه‌رخ کوتوله (نام علمی: Batis perkeo) نام یک گونه از سرده سیه‌رخ‌ها است.